# سبايك سبنسر
سبايك سبنسر (Spike Spencer) (اسمه الحقيقي تشارلز فورست سبنسر (Charles Forrest Spencer)) هو مؤدي أصوات أمريكي ولد في 21 ديسمبر 1968 في هيوستون، تكساس.

## أدواره في الانمي

### مسلسلات أنمي تلفزيونية
- نيون جينيسيس إيفانجيليون - شينجي إيكاري
- بليتش - هاناتارو يامادا، دي روي لينكر
- بوسو رينكين - كوشاكو تشونو/بابييون
- إكسل ساغا - غوجو شيوجي
- كود جياس لولوش المتمرد R2 - رولو لامبروج
- سفينة الفضاء ناديشيكو - أكيتو تنكاوا
- MÄR - غينتا توراميزو
- الساحر اورفن - ماجيك لو
- سايوكي - شيين
- فل ميتال بانيك! - تاكوما كوغاياما
- فامباير نايت - تاكوما إيتشيجو
- فامباير نايت Guilty - تاكوما إيتشيجو
- كيكايشي - ماميزو
- دورارارا!! - سابورو توغوسا
- حفيد نوراريهيون - كاراسو تنغو
- حفيد نوراريهيون: عاصمة العفاريت - كاراسو تنغو
- غود إيتر - بيلور ساكاكي

### أفلام أنمي
- إيفانجيليون: الموت والبعث - شينجي إيكاري
- نهاية إيفانجيليون - شينجي إيكاري
- سفينة الفضاء ناديشيكو -The prince of darkness- - أكيتو تنكاوا
- إيفانجيليون: 1.0 أنت (غير) وحيد - شينجي إيكاري
- إيفانجيليون: 2.0 أنت (لا) تستطيع التقدم - شينجي إيكاري
- إيفانجيليون: 3.0 أنت (لا) تستطيع الإعادة - شينجي إيكاري
- بليتش: ذا داياموند داست ريبيليون هيورينمارو آخر - هاناتارو يامادا
- بليتش: فايد تو بلاك, أنادي اسمك - هاناتارو يامادا

## أدواره في الرسوم المتحركة
- إلى بليك! - ميتش دي لا روسا

## أدواره في ألعاب الفيديو
- تيلز أوف فيسبيريا - ييغر
- سلسلة ألعاب بليزبلو
  - بليزبلو كالاميتي تريغر - أراكني
  - بليزبلو كونتينيوم شيفت - أراكني، هازاما (II)
- نير - تايران
- فاير إمبلم أويكينينغ - إكسيلوس
- غود إيتر ريزوركشن - بيلور ساكاكي
- ديفل سرفايفر أوفركلوكد - أتسورو كيهارا

## وصلات خارجية
- سبايك سبنسر على موقع IMDb (الإنجليزية)
- سبايك سبنسر على موقع ألو سيني (الفرنسية)
- سبايك سبنسر على موقع أول موفي (الإنجليزية)
- سبايك سبنسر على موقع قاعدة بيانات الفيلم (الإنجليزية)
- سبايك سبنسر على موقع كينوبويسك (الروسية)
- سبايك سبنسر على موقع ANN person (الإنجليزية)